# 大井埠頭中央海濱公園
大井埠頭中央海濱公園（日语：／ Ōi Futō Chūō Kaihin Kōen */?）是一座位於日本東京都大田區和品川區交界的公園。公園面積約69%位於大田區，其餘31%位於品川區。

## 設施
公園裡有田徑場、棒球場、網球場和槌球場。

## 外部連結
- sasp.mapion.co.jp